# 有机钯化学
有机钯化学是有机金属化学的一个分支，是主要研究有机钯化合物与其反应的学科。钯常用于烯烃或炔烃发生氢化反应的催化剂。这类反应过程通常都涉及了钯－碳共价键的形成。钯化合物还主要用于碳－碳偶联反应中的催化剂，该反应属于串联反应的一种。

## 有机钯化学时间表
- 1873 - 亚历山大·米哈伊洛维奇·扎伊采夫报道了二苯甲酮通过钯和氢气发生还原反应。
- 1894 - Phillips报道了二氯化钯通过乙烯还原成金属钯。[2]
- 1907 - W.Ignatieff发明了高压釜技术，使高压氢化反应成为可能。
- 1956 - Wacker法中，乙烯和氧气在PdCl2和CuCl2的催化下反应生成乙醛。
- 1972 - Heck反应中，卤代物与烯烃发生偶联反应，催化剂为零价钯。
- 1973 - Trost不对称烯丙位烷化反应中，钯参与了亲核取代反应。
- 1975 - Sonogashira偶联反应中，炔烃与芳基卤代烃或者烯烃卤代烃发生了偶联反应。

## 概论
与相邻的族元素不同的是，10族元素中的钯元素自身在有机化学中并不用于制备多种有机钯化合物，而是形成各种活性的有机钯中间体。需要注意的时，在大多数的反应中钯的使用只需催化量，这是由于反应中存在催化循环，钯催化剂在反应过程中会自动再生。

### 钯烯烃络合物
钯与烯烃反应得到π络合物，π络合物可与多种亲核试剂反应，如：羟汞反应。形成的C-Pd键而后可通过还原或者消除脱除。在工业当中重要的Wacker法中，乙烯转化为乙醛即是通过氯化钯转化的。

### 钯烯丙基络合物
带有合适离去基团的烯丙基化合物与二价钯盐反应得到的pi-烯丙基络合物具有哈普托數3，如氯化烯丙基鈀二聚物。这些中间体与亲核试剂（如：卡宾）具有很高的反应活性，如从丙二酸酯反应衍生出的卡宾；该中间体还可与胺反应，发生烯丙位氨化，如下图所示：
烯丙基钯中间体也出现在Trost不对称烯丙位烷化反应，Carroll重排反应和Saegusa–Ito氧化反应中。
2007年报道了关于烯丙位通过怀特催化剂发生C-H氨化反应的研究，该反应不发生取代烯丙基离去基团，而是通过烯丙位的C-H键断裂，得到钯的烯丙位络合物。

### Pd-C σ-键络合物
不同的有机基团可与钯原子键合，形成稳定的Sigma-键合络合物。近期，烷基、乙烯基、芳基和炔基络合物与Pd-C(sp3)、Pd-C(sp2)、Pd-C(sp)成键都被广泛报道。从化学键的解离能来研究键的稳定性，可得到钯与各种基团形成的化学键的稳定性大小：Pd-炔基 > Pd-乙烯基 ≈ Pd-芳基 > Pd-烷基；而金属-碳化学键的键长排列与之相反：Pd-炔基 < Pd-乙烯基 ≈ Pd-芳基 <  Pd-烷基。
芳基钯可由有机汞或有机锡的化合物和卤化钯反应得到：
ArHgX + PdX2 → ArPdX + HgX2
ArPdX + ArHgX → Ar2Pd + HgX2
芳基钯不能用格氏试剂或有机锂试剂来制备，因为这些试剂会将卤化钯还原。

### Pd插入化合物
零价钯化合物，如三(二亚苄基丙酮)二钯或四(三苯基膦)钯，与卤代烃R-X发生氧化加成反应得到具有Pd-C共价键的R-Pd-X中间体。这种包含一大类有机反应的化学反应称之为：偶联反应（参见钯催化偶联反应），如薗头偶合反应。
三氟乙酸钯可有效地催化芳香环的脱羧反应:
在假定的反应机理中，二价钯在脱去一个TFA基团时取代了羧基质子，并以一级反应速率下丢失了一分子二氧化碳，TFA破坏了先前形成的Ar-Pd-TFA络合物，而Pd并没有改变其氧化态。

## 其它价态的有机钯化合物

### 有机零价钯
除了上述的三(二亚苄基丙酮)二钯外，钯和二甲苯基异腈（CNXyl）可以形成钯簇有机框架Pd3(CNXyl)6，对其的X射线衍射表征得出，分子中存在Pd3簇，和六个异腈配体以端位及μ2桥联模式相连。

### 有机四价钯
第一个“有机四价钯”化合物于1986年被报道。该化合物为Me3Pd(IV)Ibpy，是一种2,2'-联吡啶与钯和甲基形成的双齿配体。该化合物可通过碘甲烷和Me2Pd(II)bpy发生反应制备。
钯化合物的活性决定于零价钯向二价钯中间体转化的难易程度。关于有机金属反应中二价钯向四价钯的转化过程，长期以来一直没有定论。直到2000年，一个关于Heck反应的机理研究引发了对其新的探讨。下列反应在胺的存在下伴随着1,5-氢的迁移过程： 
氢的迁移被假定是通过四价钯的环内金属转换发生的：
在相关的研究中，有些环内金属转换反应是通过二价钯来完成氢的迁移：
在另一项研究中（一个经典的通过两个钯原子迁移合成吲哚的例子），反应机理假定过程中形成的钯环化合物并存在着平衡：